# Juliusz Łukasiewicz (inżynier)
Juliusz Łukasiewicz (ur.  7 listopada 1919 w Warszawie, zm. 31 marca 2018 w Ottawie) – polski inżynier i profesor mieszkający w Kanadzie, specjalista aerodynamiki szybkości naddźwiękowych. Syn Juliusza.

## Życiorys
Absolwent I Państwowego Gimnazjum i Liceum im. Stefana Batorego w Warszawie (matura 1937).  Następnie spędził rok we Francji, gdzie studiował historię tego kraju na Sorbonie. Wrócił do Polski, jesienią 1938 roku rozpoczął studia na Wydziale Mechaniki Politechniki Warszawskiej. Doktoryzował się na Uniwersytecie Londyńskim w 1966 roku. Pracował m.in. w Centrum Badań Lotnictwa. W latach 1958–1968 był dyrektorem Von Karman Gas Dynamics Facility, Arnold Engineering Center, w Tennessee. Laboratoria te wykonały dużą część badań aerodynamicznych programu Apollo (lądowanie człowieka na Księżycu w 1969 roku).
W czasie II wojny światowej służył w polskich siłach zbrojnych we Francji i Wielkiej Brytanii. Działał na rzecz przyjęcia Polski do NATO.
Gdy zasadnicze problemy aerodynamiki lotu naddźwiękowego zostały rozwiązane w latach 50. i 60. i gdy negatywne wpływy uprzemysłowienia i techniki stały się coraz bardziej widoczne, zainteresowania jego zwróciły się w kierunku analizy problemów, którymi charakteryzują się rozwinięte społeczeństwa Zachodu.
W Polsce ukazała się jego książka Eksplozja ignorancji. Juliusz Łukasiewicz wskazuje w niej na ograniczenia ludzkiego umysłu i niezdolność nauk społecznych do zrozumienia społeczeństwa przemysłowego. Zdaniem autora, społeczeństwa Zachodu są całkowicie pogrążone w sztucznym środowisku cywilizacji przemysłowej, niepomnym jego istnienia, jego zasadniczych właściwości i nieuniknionych konsekwencji. Złożoność i dynamika cywilizacji przemysłowej przekraczają możliwości kierowania i zarządzania nim. Analizując ten groźny obraz, autor omawia również pozytywne osiągnięcia cywilizacji przemysłowej. Po raz pierwszy w dziejach ludzkości na Zachodzie pokojowa współpraca i współzawodnictwo zastąpiły wojnę.
Profesor Łukasiewicz ufundował coroczną nagrodę dla najlepszego ucznia II Liceum Ogólnokształcącego im. Stefana Batorego w Warszawie, w dziedzinie nauk ścisłych, za bardzo dobre wyniki w nauce i wzorową postawę uczniowską (od 1996).
Żona: Halina Drymmer (1921-1985) – córka Wiktora T. Drymmera, synowie: Piotr i Marek.